# Rogério Colaço
Rogério Anacleto Cordeiro Colaço (Soure, 27 de junho de 1968) é um professor catedrático, cientista e autor de ficção científica. Foi pioneiro da nanotribologia em Portugal e eleito presidente do Instituto Superior Técnico da Universidade de Lisboa em 2020. Integra o top 2% de cientistas mais citados a nível mundial, de acordo com a avaliação desenvolvida pela Universidade de Stanford.

## Percurso
Engenheiro de formação, o seu percurso como cientista inicia-se em 1986 no Instituto Superior Técnico (IST) onde frequenta o curso de Engenharia Metalúrgica e de Materiais. Ainda estudante começa a trabalhar como bolseiro no Laboratório Laser do Departamento de Física da Universidade de Lisboa, do Instituto Nacional de Investigação Científica e Tecnológica (INICT). 
Em dezembro de 1991, termina a licenciatura e é nomeado Assistente Estagiário no Departamento de Engenharia de Materiais do IST. 
Em 2002, conclui o seu doutoramento e inicia a sua carreira como professor, chegando a Professor Catedrático do Departamento de Engenharia Mecânica em 2014, dando aulas em várias áreas, nomeadamente em tribologia, engenharia de materiais, materiais nano-estruturados, entre outras. Também neste ano, introduz em Portugal a investigação em Nanotriobologia e começa a colaborar com investigadores estrangeiros, nomeadamente o especialista em triobologia Ali Erdemir (Argonne National Laboratory) e os físicos Andrej Kulik (EPFL) e Ernst Meyer (Universidade de Basel).
Funda o laboratório Nanolab em 2007 e o seu trabalho de investigação passa a abranger a biotribologia e os  biomateriais. O laboratório foca-se em três linhas de investigação: biomateriais, tribologia e materiais cimentícios que servem também de orientação para as parcerias com entidades internacionais como fortemente alicerçadas em a Colorado School of Mines, o MIT (Massachusetts Institute of Technology) e a Universidade de São Paulo.
Em 2012, dá início a uma nova investigação com o apoio da Cimpor SGPS, com o objectivo de descobrir formas de reduzir as emissões de CO2 na produção de cimento. Deste trabalho resultaram duas patentes e inúmeros artigos científicos. É um dos membros fundadores da plataforma  C5Lab – Sustainable Construction Materials Association, que procura combater as alterações climáticas inovando os processos utilizados pela indústria do cimento nacional e internacional e com o qual o NanoMatLab colabora. 
A 2 de Dezembro de 2019, é eleito presidente do Instituto Superior Técnico, exercendo o cargo desde o início de 2020. . À data da tomada de posse, afirmou que "tomar posse como presidente do Técnico é a maior honra e a maior responsabilidade que alguma vez tive na minha vida profissional". .
A 23 de abril de 2020, na sequência da assinatura do protocolo entre o Instituto Superior Técnico, o Algarve Biomedical Center (ABC), a Hidrofer e a Logoplaste para a produção industrial de zaragatoas, vem frisar a importância da parceria que permite "unir conhecimentos e valências complementares em Portugal, para produzir estes kits em quantidade suficiente para suprir todas as necessidades do país" mostrando ainda esperança de "em breve conseguir também exportar para onde sejam necessários”.  
Em julho de 2020, vem reconhecer a parceria indispensável com o Santander, que permitiu transformar o mecenato do banco em combate ao vírus. “A partir do início de abril o Instituto Superior Técnico envolveu-se em dois grandes projetos, que foi o das análises, certificando alguns laboratórios que temos aqui, nomeadamente o de Ciências Biológicas, e também a produção de zaragatoas que, no início de abril estavam quase totalmente indisponíveis”, explicou, tendo o Instituto Superior Técnico sido das primeiras instituições do ensino superior em Portugal a aceitar o desafio do programa de emergência do Santander Universidades, que reorientou mais de dois milhões de euros do mecenato académico para a luta ao Covid-19. 
A 7 de dezembro de 2020, um núcleo de investigadores do IST interpôs uma providência cautelar contra Rogério Colaço após terem sido afastados da possibilidade de participação nos processos de eleição do presidente do IST. 
A 16 de dezembro, o NInTec – Núcleo de Investigadores veio esclarecer, na mesma publicação  e em sede de Direito de Resposta (por sentir que era "objeto de referências erróneas ou que podem afetar a sua reputação e boa fama"), que "em nenhum dos passos deste processo foi posta em causa o prestígio do Instituto Superior Técnico (...) nem o da instituição nem a dos seus dirigentes" e ao mesmo tempo convidar a comunidade do Técnico "a quem esta discussão realmente importa" a solicitar toda a documentação junto do NInTec, para o seu cabal esclarecimento. A providência cautelar foi liminarmente indeferida. . 
A 29 janeiro de 2021, com o agravamento da pandemia de COVID-19 em Portugal e consequente encerramento do funcionamento presencial do Instituto Superior Técnico, Rogério Colaço enviou um e-mail oficial à comunidade escolar onde usou exemplos trágicos causados pela pandemia para ameaçar psicologicamente e apelar ao medo aos alunos que iam fazer exames naquela época de avaliações. Este e-mail marcou uma mudança de preocupação pelos efeitos da pandemia por parte do presidente, já que o Instituto Superior Técnico foi a única faculdade da Universidade de Lisboa a impor de forma consistente avaliações remotas durante o mês de janeiro, quando o país atravessava a terceira e pior onda da doença. Foi amplamente criticado pela comunidade escolar, tendo sido enviada uma Carta Aberta em forma de petição pública para demonstrar o descontentamento dos estudantes com as ações do Presidente e também com o funcionamento geral do IST. A 5 de fevereiro de 2021, a petição já contava com mais de 3400 assinaturas. Após a subscrição da Carta Aberta (originalmente anónima) por um grupo de estudantes, foram alguns dos mesmos convidados a reunir para poderem expressar as suas preocupações de viva voz. Foi referido, por várias vezes ao longo da reunião, pelo Presidente do Instituto Superior Técnico, "que se existe cultura de medo, no Técnico, tem de se identificar a razão para tal e criar mecanismos de prevenção e mitigação da mesma". . A potencial fraude acadêmica não pode, contudo, deixar de ser combatida, visto que compromete a credibilidade da instituição e o mérito dos alunos.
A 5 de fevereiro afirmou o seu continuado compromisso com  o ensino e a ciência: “Há qualquer coisa que se perde quando ensinamos à distância – e nada me permite concluir que esse seja o futuro”, referiu em relação ao ensino. Em relação à ciência, acompanha expetante a corrida  no combate à pandemia mas crê que “fica claro para todos que a ciência traz esperança”. . 
A 20 de Dezembro de 2023 foi reeleito para o seu segundo (e último) mandato como Presidente do Instituto Superior Técnico (mandato 2024-2027).
É um dos noventa e nove investigadores do Instituto Superior Técnico que integram as listas dos cientistas mais citados a nível mundial, inserindo-se no top 2% das respetivas áreas numa avaliação realizada pela Universidade de Stanford (Estados Unidos da América). A seleção é apresentada no artigo intitulado “Updated science-wide author databases of standardized citation indicators”, sobre autores e citações, publicado na revista Public Library of Science Biology (PLOS Biology).  

## Publicações
Artigos Científicos
É autor de mais de 150 artigos científicos, citado por outros investigadores mais de 3000 vezes.  
Livros
- É co-autor do livro: Materiais de construção: guia de utilização, Lisboa, Loja da Imagem, 2005, ISBN 972-98882-3-X [35][36]
- Em 2020, lançou a sua primeira obra de ficção A Conspiração de Atlântida, o primeiro de uma trilogia publicada pela editora Cultura Editora. [37]

É autor  e co-autor de vários capítulos de livros científicos, nomeadamente:
- From Nano and Microcontacts to Wear of Materials, no livro: Fundamentals of Friction and Wear on the Nanoscale, NanoScience and Technology, ISBN 978-3-319-10560-4 [38]

- Steels for civil construction(pag. 273-302), no livro Materials for Construction and Civil Engineering, Science, Processing, and Design, Gonçalves, ISBN 978-3-319-08236-3[39]
- Surface-Damage Mechanisms: from Nano and Microcontacts to Wear of Materials, no livro Fundamentals of Friction and Wear, ISBN 978-3-540-36807-6 [40] [41]

- Atomic Force Microscopy in Bioengineering Applications, no livro Scanning Probe Microscopy in Nanoscience and Nanotechnology, ISBN 978-3-642-03535-7 [42]

Jornais  e Revistas
Escreve artigos de opinião para os jornais Expresso e o IOnline  e para a Construção Magazine. 

## Patentes
É co-inventor de dois processos que visam uma redução significativa das emissões de CO2 na produção de materiais de construção, já patenteados internacionalmente:
- Dendritic Belite Based Hydraulic Binders and Methods for their Manucfacturing [11][46][47][48][13][49]
- Amorphous  Low Calcium Content Silicate Hydrauliz binders And Methods for their Manucfacturing [12][50][51][52]